# نقش بتنعم

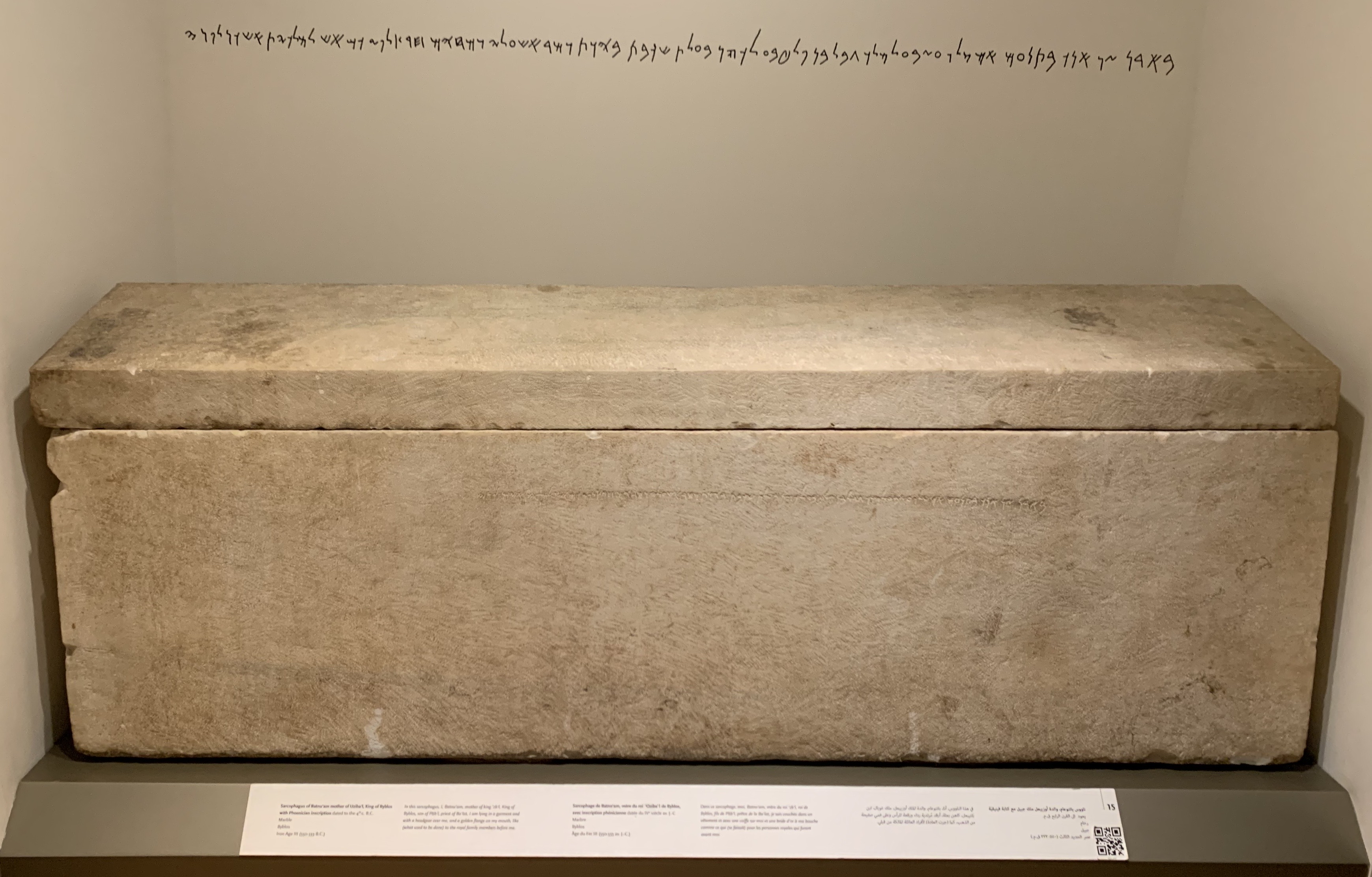
ناووس بتنعم وعليه النقش

نقش بتنعم هو نقش فينيقي (KAI 11 و TSSI III 26) على ناووس. يرجع تاريخه إلى حوالي 450-425 قبل الميلاد.
نُشر النقش موريس دوناند في كتابه Fouilles de Byblos (المجلد الأول، 1926-1932، العدد 1142، اللوحة XXVIII). 

## نص النقش
قراءة النص المكتوب :  
| نقحرة                  | ترجمة                        |
| ---------------------- | ---------------------------- |
| بارن زن انك بتنعم      | بالناووس هذا انا بتنعم       |
| ام ملك عزبعل ملك جبل   | أم ملك عزبعل ملك جبيل        |
| بن فلطبعل كهن بعلت     | ابن فلطبعل كاهن بعلة         |
| شكبت                   | رقدت                         |
| بسوت ومراش علي         | بكساء وغطاء رأس عليّ          |
| ومحسم حرص لفي          | ومحبس ذهب لفمي               |
| كماش لملكيت اش كن لفني | كما تلك الملكات اللاتي أمامي |

## هوامش
1. ↑  Dunand, Maurice (1939). Fouilles de Byblos: Tome 1er, 1926-1932 [The Byblos excavations, Tome 1, 1926–1932]. Bibliothèque archéologique et historique (بالفرنسية). Paris: Librarie Orientaliste Paul Geuthner. Vol. 24. Archived from the original on 2023-10-04.

—— (1937). Fouilles de Byblos, Tome 1er, 1926–1932 (Atlas) [The Byblos excavations, Tome 1, 1926–1932 (Atlas)]. Bibliothèque archéologique et historique (بالفرنسية). Paris: Librarie Orientaliste Paul Geuthner. Vol. 24. Archived from the original on 2023-10-04.
2. ↑  Donner، Herbert؛ Rölig، Wolfgang (2002). Kanaanäische und aramäische Inschriften (ط. 5). Wiesbaden: Harrassowitz. ص. I, 2.
3. ↑  Krahmalkov، Charles R. (2000). Phoenician-Punic Dictionary. Leuven: Peeters / Departement Oosterse Studies. ISBN:90-429-0770-3.